# アヌーププル

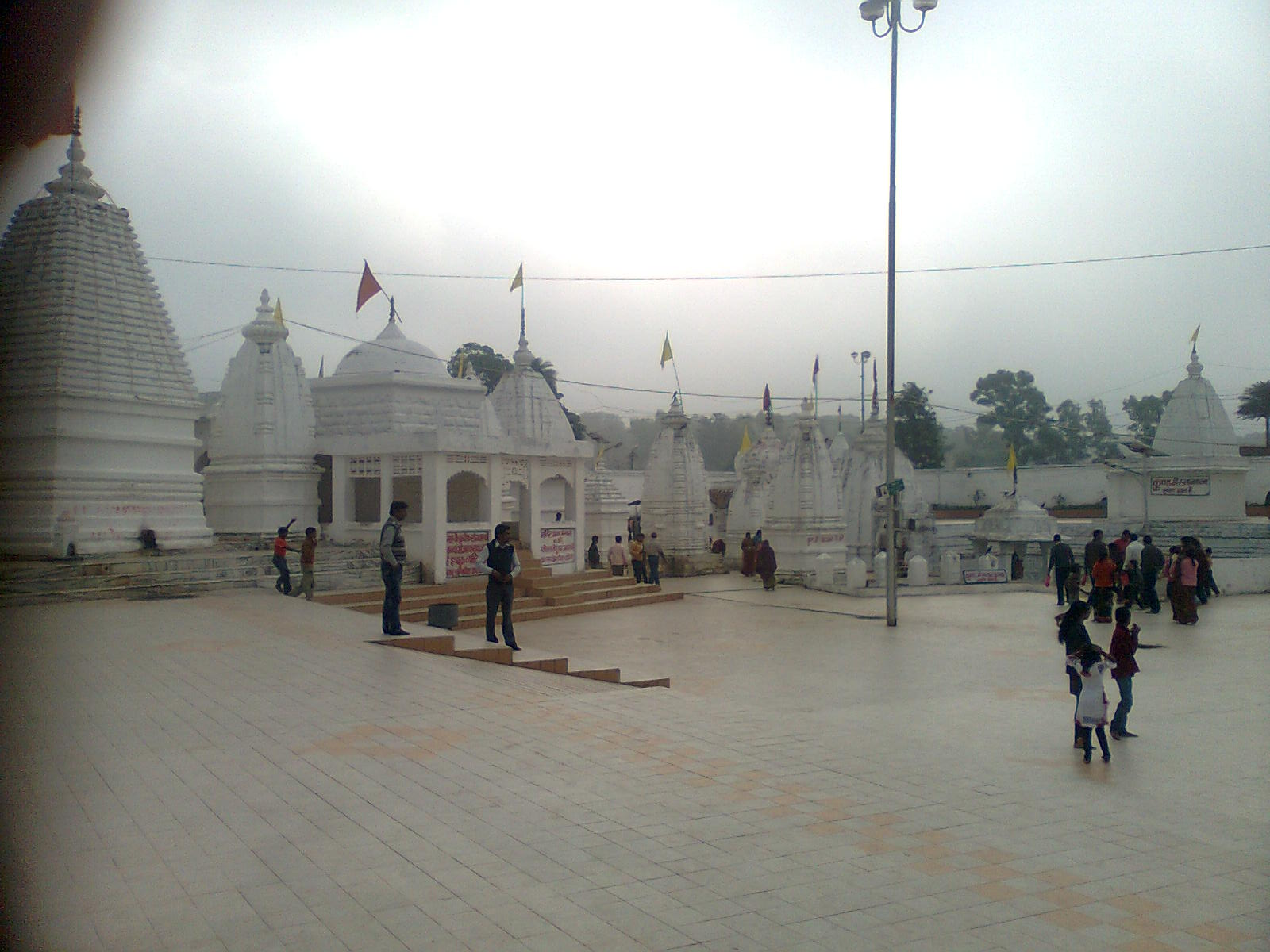
アヌーププルのナルマダー・マンディル

アヌーププル（英語：Anuppur）は、インドのマディヤ・プラデーシュ州、アヌーププル県の都市。

## 位置
アヌーププルは北緯23度06分 東経81度41分 / 北緯23.1度 東経81.68度に位置している。

## 人口
2001年の人口統計では、アヌーププルの人口は749,521人。